# La Flandre libérale (dagblad)
La Flandre Libérale was een Belgisch Franstalig liberale krant die in Vlaanderen verscheen.

## Historiek
De eerste editie van de krant verscheen op 1 december 1874 te Gent en werd uitgegeven door Hippolyte en Albert Callier. Vanaf 1894 werd de krant uitgegeven door 'La Presse libérale gantoise', voorzitter van de raad van bestuur van deze naamloze vennootschap was de toenmalige Gentse burgemeester Hippolyte Lippens.
In 1960 kwam de krant in handen van 'Belge d'Edition', uitgever van de eveneens liberale Antwerpse krant Le Matin. Vijf jaar later volgde de fusie van deze uitgeverij met 'La Nouvelle Presse anversoise', uitgever van La Métropole tot 'Belge d'Edition, de Diffusion et de Publicité'. Vanaf 1 januari 1966 werden de kranten samengevoegd tot respectievelijk La Flandre Libérale-La Métropole (Gent) en Le Matin-La Métropole (Antwerpen).
Op 30 juni 1974 verscheen de laatste editie van de krant.